# Lewinia
Lewinia ist eine Rallengattung, die durch drei Arten repräsentiert wird. Dies sind die Krickralle, die Aucklandralle und die Luzonralle, die früher in die Gattung Rallus gestellt wurden. Die Skelette dieser Rallen stimmen jedoch nicht mit denen der Gattung Rallus überein. Sie zeigen dagegen eine oberflächliche Ähnlichkeit mit der Graubrustralle, die heute zur Gattung Gallirallus gehört. Storrs Lovejoy Olson legte 1973 dar, dass die Vertreter der Gattung Lewinia primitiver sind als die Graubrustralle. Olson vermutet eine nahe Verwandtschaft mit der viel größeren Weißbindenralle (Dryolimnas cuvieri) von Madagaskar, da der Skelettaufbau nahezu identisch ist. In ihrer Vogelsystematik von 1990 waren Charles Sibley und Burt L. Monroe, Jr. jedoch der Ansicht, dass keine enge Verwandtschaft zwischen den Gattungen Dryolimnas und Lewinia besteht. Die Rallen dieser Gattung erreichen Größen zwischen 17 und 27 Zentimeter.

## Systematik
Arten und ihre Verbreitung:
- Die Krickralle (Lewinia pectoralis) ist die Typusart. Sie wurde 1831 von Coenraad Jacob Temminck beschrieben. Es gibt sieben rezente Unterarten, die in Neuguinea, Ostaustralien, Südostaustralien und Tasmanien verbreitet sind. Die Unterart Lewinia pectoralis clelandi aus Südwestaustralien wurde seit 1931 nicht mehr nachgewiesen und gilt als wahrscheinlich ausgestorben.
- Die Aucklandralle (Lewinia muelleri) wurde 1893 von Walter Rothschild beschrieben. Sie war lange nur vom Typusexemplar bekannt, das 1874 erworben wurde, bevor sie 1966 wiederentdeckt wurde. Sie ist auf den zu den Auckland Islands zählen Inseln Adams Island und Disappointment Island endemisch. Zeitweise galt sie als Unterart der Krickralle.
- Die Luzonralle (Lewinia mirifica) wurde 1959 von Dean Amadon und Kenneth C. Parkes beschrieben. Sie wurde zeitweise als Unterart der Krickralle betrachtet. Über ihre Lebensweise ist kaum etwas bekannt. Das Verbreitungsgebiet ist auf die Philippinen-Insel Luzon beschränkt.